# Lodgepole Creek (South Platte River)
Der Lodgepole Creek (auch Lodge Pole Creek) ist ein 447 km langer, linker Nebenfluss des South Platte Rivers in den US-Bundesstaaten Wyoming, Nebraska und Colorado.

## Verlauf
Der Lodgepole Creek entsteht durch den Zusammenfluss seiner beiden Quellflüsse North Lodgepole Creek und Middle Lodgepole Creek in den südöstlichen Ausläufern der Laramie Mountains auf einer Höhe von 2073 m, ca. 16 km östlich von Laramie im Bundesstaat Wyoming. Von dort fließt er durch das Laramie County nach Osten, unterquert den Wyoming Highway 211 und verläuft mäandrierend durch die High Plains nördlich von Cheyenne. Er erhält von rechts den South Lodgepole Creek und unterquert im weiteren Verlauf die Interstate 25 sowie den U.S. Highway 85. Der Lodgepole Creek passiert den Wyoming Highway 213 und erreicht wenige Kilometer flussabwärts den Ort Pine Bluffs, wo der Fluss von rechts den Muddy Creek und von links den Spring Creek erhält. Östlich von Pine Bluffs wird der Bundesstaat Nebraska erreicht, wo der Lodgepole Creek im weiteren Verlauf zunächst durch das Kimball County und später durch das Cheyenne County fließt. Dabei durchfließt er das Oliver Reservoir, unterquert mehrfach den U.S. Highway 30 und passiert die Orte Bushnell, Kimball und Potter. Parallel zu Interstate 80 und US30 fließt der Lodgepole Creek in ostsüdöstliche Richtung bis Sidney, der größten Stadt am gesamten Flussverlauf. Weiter östlich wird die Ortschaft Lodgepole passiert und das Deuel County erreicht, wo der Fluss unweit von Chappell einen südlichen Verlauf einschlägt. Der Lodgepole Creek unterquert ein letztes Mal die Interstate 80 und folgt dem Verlauf des U.S. Highway 385 nach Süden bis zur Grenze Colorados, wo er rund 5 km weiter südlich unmittelbar südöstlich des Ortes Ovid im Sedgwick County auf einer Höhe von 1072 m in den South Platte River mündet.

## Quellflüsse
Der North Lodgepole Creek entspringt südlich des Peggy Rock in den Sherman Mountains auf einer Höhe von rund 2550 m. Von dort fließt er durch die Counties Albany und Laramie in östliche Richtung und fließt nach rund 22 km auf einer Höhe von 2073 m mit dem Middle Lodgepole Creek zum Lodgepole Creek zusammen.
Der Middle Lodgepole Creek entsteht durch den Zusammenfluss von North Branch Middle Lodgepole Creek und Middle Branch Middle Lodgepole Creek in den nordöstlichen Ausläufern der Sherman Mountains auf einer Höhe von 2324 m. Von dort fließt er durch die Countys Albany und Laramie in östliche Richtung und fließt nach rund 12 km auf einer Höhe von 2073 m mit dem North Lodgepole Creek zum Lodgepole Creek zusammen.

## Hydrologie
Der Lodgepole Creek ist als Nebenfluss des South Platte Rivers Teil des Einzugsgebietes des Platte Rivers, der sich über Missouri und Mississippi in den Golf von Mexiko entwässert. Das Einzugsgebiet des Lodgepole Creek umfasst ein Gebiet von 8600 km² und grenzt an die Einzugsgebiete von Horse Creek und Pumpkin Creek im Norden sowie Crow Creek, Pownee Creek und Cedar Creek im Süden. Der Lodgepole Creek verläuft auf gesamter Strecke als schmaler Bach durch die semiariden High Plains, dem westlichsten Teil der Great Plains.

## Geschichte
Das Tal des Lodgepole Creek stellt seit über 100 Jahren eine wichtige Transport- und Verbindungsroute dar. So verläuft die Strecke der ursprünglichen Transcontinental Railroad, der Lincoln Highway sowie U.S. Highway 30 und die Interstate 80 über einen Großteil seiner Länge entlang des Flusses. Auch der Pony-Express folgte in den Jahren 1860–61 dem Verlauf des Lodgepole Creek.

## Belege
1. 1 2 3 4 5  Lodgepole Creek (South Platte River). In: Geographic Names Information System. United States Geological Survey, United States Department of the Interior (englisch).
2. ↑  evolempirecreative: Marker Monday: Historic Lodgepole Creek Valley. 29. Oktober 2022, abgerufen am 20. Juni 2024 (amerikanisches Englisch).